# 合肥工业大学
合肥工业大学简称合工大，位于安徽省合肥市和宣城市，创建于1945年秋，1960年10月22日被中共中央批准为全国重点大学，是教育部直属高校，“211工程”、“985工程优势学科创新平台”重点建设高校，“世界一流大学和一流学科建设”高校，是一所以工科为主要特色，工、理、文、经、管、法、教育多学科的综合性高等院校。有屯溪路主校区（本硕博，校内教职工常称为南区，是相对于六安路而言，实际上翡翠湖校区更南）、翡翠湖新校区（本硕博）、六安路老校区（已废弃），以及宣城校区。

## 校史沿革
- 1945年，合肥工业大学的前身安徽省立蚌埠工业职业学校建立。
- 1946年，安徽省立蚌埠工业职业学校扩建为安徽省立蚌埠高级工业职业学校
- 1947年，在安徽省立蚌埠高级工业职业学校的基础上创建了安徽省立工业专科学校。
- 1950年，改建为淮南工业专门学校，同年，升格为淮南煤业专科学校。
- 1951年，更名为中国煤矿工业专科学校。同年再更名为淮南煤矿工业专科学校。
- 1955年，升格为合肥矿业学院。
- 1956年，西北工学院（矿区开采）并入合肥矿业学院。
- 1958年，合肥矿业学院更名为合肥工业大学。
- 1969年，安徽水利电力学院并入合肥工业大学。
- 1997年1月22日，安徽工学院并入合肥工业大学。
- 2002年，翡翠湖校区投入使用。
- 2005年，成为“211工程”重点建设高校
- 2009年，被列入国家“985工程优势学科创新平台”重点建设高校。
- 2012年，宣城校区投入使用。
- 2017年，学校成为国家“世界一流大学和一流学科建设”高校。

曾隶属燃料工业部（1950年）、煤炭工业部（1955年）、教育部（1960年）、第一机械工业部（1963年）、机械工业部（1982年），1998年至今为教育部直属全国重点大学。

## 校园环境

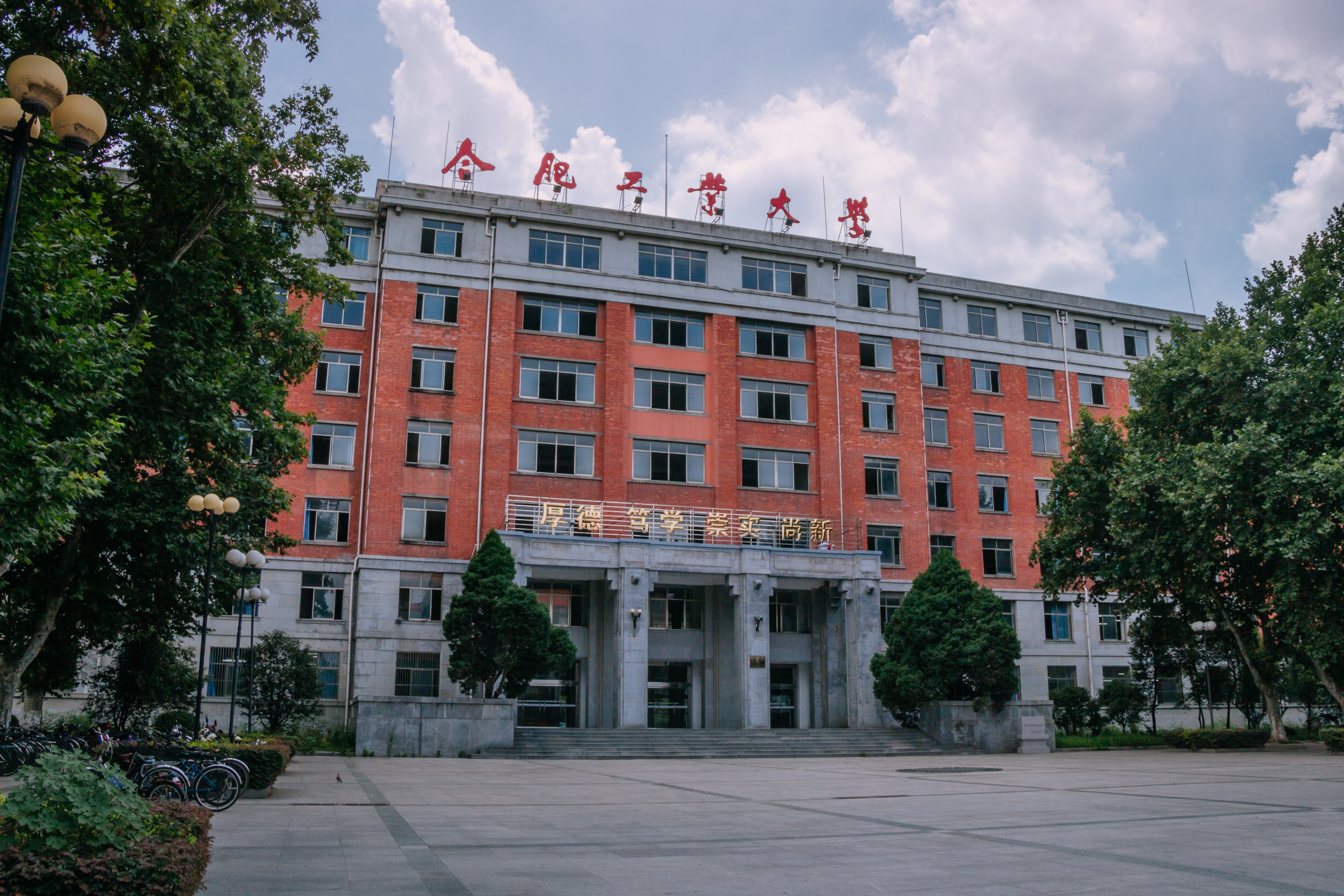
安徽省文物保护单位——合肥工业大学屯溪路校区主教学楼，2015年拍摄。

四个校区之中屯溪路校区（合肥市屯溪路193号）、翡翠湖校区（合肥经济技术开发区合肥大学城内）以及六安路校区位于安徽省会合肥市，宣城校区坐落在宣城市区南部。
位于屯溪路校区的主教学楼与东西附属楼是合肥工业大学最著名的建筑，建于1955年-1958年，其建筑风格受苏联影响，七层的主教学楼曾为合肥市第一高楼，学校校徽图案即为此建筑，现已列入安徽省文物保护单位。

## 组织机构

### 历任校长
- 杨成诚：1945年至1946年
- 毕仲翰：1947年底至1948年
- 王际岩：1951年11月至1953年2月
- 孙宗溶：1953年8月至1962年7月
- 刘正文(代)：1963年9月至1969年11月
- 赵一鸣：1979年3月至1983年10月
- 顾绳谷：1981年3月至1987年6月
- 邓志煜：1987年6月至1991年6月
- 王成福：1991年6月至1996年7月
- 陈心昭：1996年4月至2004年1月
- 徐枞巍：2004年1月至2015年7月
- 梁樑：  2015年7月至2022年8月
- 郑磊： 2022年8月至今

原安徽工学院院长资料不详。

### 院系设置
- 材料科学与工程学院
- 电气与自动化工程学院
- 仪器科学与光电工程学院
- 管理学院
- 计算机与信息学院
- 食品与生物工程学院
- 资源与环境工程学院
- 机械工程学院
- 土木与水利工程学院
- 化学与化工学院
- 建筑与艺术学院
- 经济学院
- 数学学院
- 电子科学与应用物理学院（曾与微电子学院共享同一行政架构）
- 微电子学院（曾与物理学院共享同一行政架构）
- 继续教育学院
- 共达职业技术学院
- 软件学院
- 汽车与交通工程学院
- 外国语学院
- 国际教育学院
- 工培中心（技师学院）
- 体育部
- 马克思主义学院
- 文法学院

合肥工业大学还设有86个实验室、60多个研究所、3个研究工程测试中心和1个中国国家甲级综合建筑设计研究院。经中国国家科技部批准在合肥工业大学建立了全国高校首家生产力促进中心。

## 文化传统
合肥工业大学以“培养德才兼备，能力卓越，自觉服务国家的骨干与领军人才”为人才培养总目标，以“厚德、笃学、崇实、尚新”为校训。